# Geosmin
Geosmin ist ein natürlich vorkommender bicyclischer tertiärer Alkohol. Die Substanz besitzt einen ausgeprägt erdig-muffigen Geruch und Geschmack und ist für die als typischer Bodengeruch wahrgenommene Empfindung, aber auch für den Geruch von Schimmelpilzen mitursächlich.
Geosmin ist außerdem an der Geruchswahrnehmung, die bei einsetzendem Regen speziell nach längerer Trockenheit auftritt, beteiligt. Dieser Geruch wird auch Petrichor genannt.

## Vorkommen

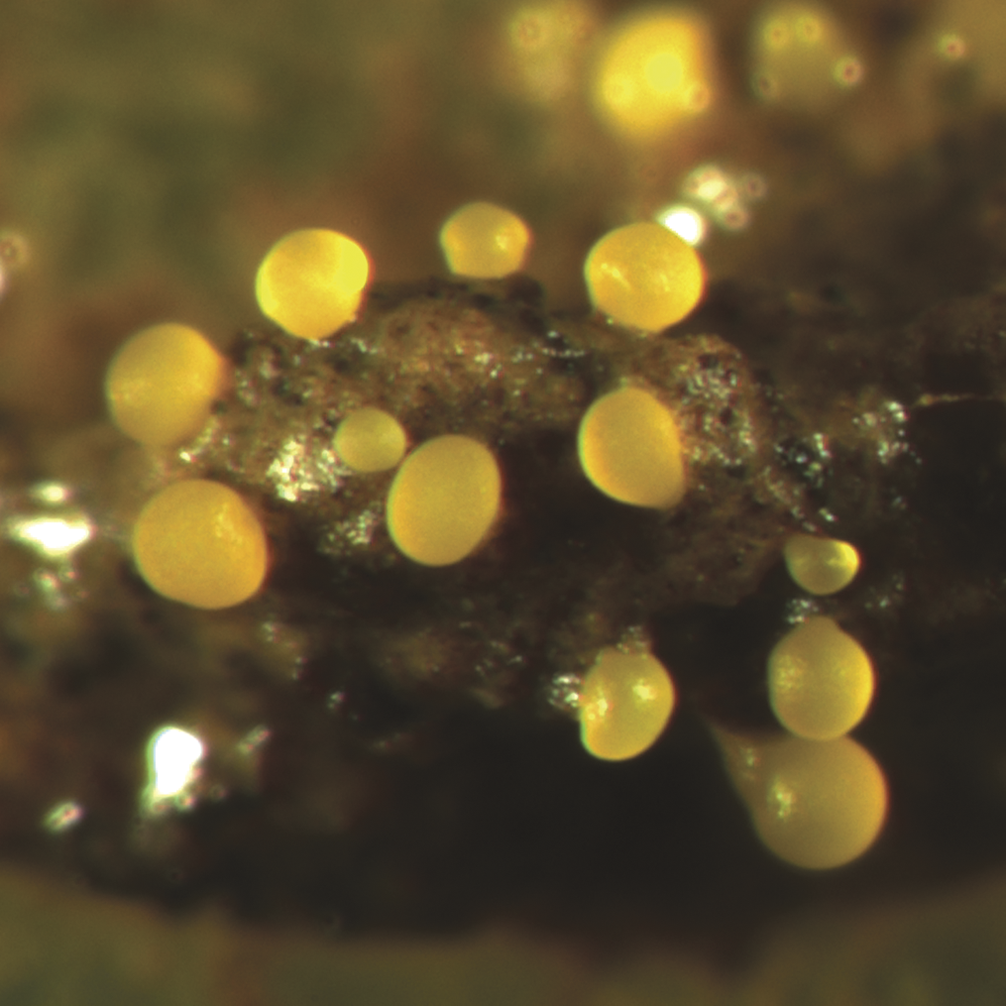
Fruchtkörper von Myxobakterien (Myxococcus xanthus)

Geosmin wird von Mikroorganismen produziert, insbesondere von Streptomyces-Arten und Myxobakterien. Diese Organismen leben hauptsächlich im Boden. Geosminbildung von Cyanobakterien kann für einen erdigen Geruch in Süßwasser sorgen und ist daraus nur schwer zu entfernen; die Wahrnehmungsgrenze ist sehr niedrig. Geosmin wurde auch in Pflanzen, wie Roter Bete (Beta vulgaris), Bohnen und Wein nachgewiesen.

## Biosynthese
Im ersten Schritt der Biosynthese spaltet sich der Phosphatrest vom Farnesylpyrophosphat 1 ab, dabei wird der Ring durch das umlagernde Elektronenpaar der Doppelbindung geschlossen. Durch einen nukleophilen Angriff eines Hydroxidions, beim temporär gebildeten Dreiring von 2, bildet sich die Alkoholgruppe. Vom Germacradienderivat 3 spaltet sich anschließend Aceton unter Bildung des Bicyclus 4 ab. Durch einen weiteren nukleophilen Angriff mit einem Hydroxidion und durch die Hydrierung der Doppelbindung entsteht das Geosmin 5.
Geosmin und das Derivat Dehydrogeosmin haben einen ähnlichen Biosyntheseweg. Dies könnte der Grund sein, dass sich in Kakteen beide Stoffe nachweisen lassen.

## Sonstiges
Der menschliche Geruchssinn reagiert auf Geosmin hochsensibel; die Geruchsschwelle liegt bei 0,1 ppb. Ein erdiger Geruch beim Wein deutet auf einen Weinfehler hin. Darüber hinaus kann der erdige Ton häufig mit einem Korkton in Verbindung gebracht werden. Im Petrichor, dem erdigen Geruch, der zu Beginn von Regen nach warmem Wetter gerochen werden kann, ist Geosmin auch nachweisbar.
Von den über 600 Rezeptorvarianten in der menschlichen Nasenschleimhaut spricht nur der Rezeptor OR11A1 auf physiologisch relevante Konzentrationen des Duftstoffs an.